# تهواکان
تهواکان (به اسپانیایی: Tehuacán) از شهرهای کشور مکزیک است که در ایالت پوئبلا قرار دارد و جمعیت آن طبق سرشماری سال ۲۰۱۰ میلادی ۲۷۴٬۹۰۶ نفر بوده است.